# Ubaldo Biordi
 (novembre 2023).
Si vous disposez d'ouvrages ou d'articles de référence ou si vous connaissez des sites web de qualité traitant du thème abordé ici, merci de compléter l'article en donnant les références utiles à sa vérifiabilité et en les liant à la section « Notes et références ».
Ubaldo Biordi (né en 1938) est un homme politique saint-marinais, Capitaine-régent de Saint-Marin à deux reprises entre 1981 et 1986.